# Леблон (Ріо-де-Жанейро)
22°59′00″ пд. ш. 43°13′19″ зх. д. / 22.983333333333° пд. ш. 43.221944444444° зх. д.
Леблон (порт. Leblon) — престижний район у південній частині Ріо-де-Жанейро і розташований на ньому знаменитий морський пляж. Східним кордоном району є канал Jardim d’Allah, що розділяє райони Леблона та Іпанеми, на заході район простягається до гори Дойз-Ірманс, біля підніжжя якої розташована фавела Відігал. До останніх десятиліть ХІХ століття на місці нинішнього району Леблон була піщана територія з кількома фермами .

## Історія
Перша письмова згадка, що збереглася, про цей регіон — карта, зроблена французькими дослідниками в 1558, на якій в цьому місці позначено село індіанців тупі. У тому ж столітті, після перемоги португальців над французами в Антарктичній Франції, португальський генерал-губернатор Антоніо Салема винищив індіанців, які населяли цей регіон, заради створення плантацій цукрової тростини. Для знищення індіанців серед них розповсюджували одяг, інфікований вірусом чорної віспи.
У 1609 регіон переданий Мартіму де Са (Martim de Sá), губернатору Ріо-де-Жанейро, і після цього багаторазово змінював своїх португальських власників.
Бернардіно Хосе Рібейру купив ці замілі у 1844 і наступного року продав їх бізнесменові Карлосу Леблону, який народився в 1804 у французькому місті Марсель, потім у юному віці емігрував до Бразилії, помер у Ріо-де-Жанейро (1880), який заснував китобійну компанію в цьому регіоні  . У той час промисел китів, особливо кашалотів, мав велике значення в економіці, зокрема через жир, який використовувався для освітлення. У цей час землі Леблона стали називати «Кампо до Леблон».
З 1854, коли Іринеу Еванжеліста ді Соза впровадив газове освітлення, китобійний бізнес занепав, і Карлос Леблон продав свою землю бізнесменові Франсіску Фіалью.
На початку XX століття компанія Конструтора Іпанема придбала цю землю, розділену на невеликі партії з офіційними вулицями, а 26 липня 1919 почала продавати їх приватним особам, вже з ім'ям «Леблон».
У 1920 у парку Жардім-де-Ала проритий канал Жардім-де-Алах («Сад Аллаха»), що сполучає лагуну Родрігу-ді-Фрейташ з океаном і розділяє райони Леблон та Іпанема.
До 1969 в районі Леблон розташовувалась фавела Прайа ду Пінту, що тяглася до берега лагуни Родрігу-ді-Фрейташ і налічувала близько 15 000 жителів. Після пожежі, що сталася в травні цього року, фавела була знищена, а її мешканці переселені в інші місця, у тому числі в Сідаді-де-Деуш.